# Diez Mandamientos

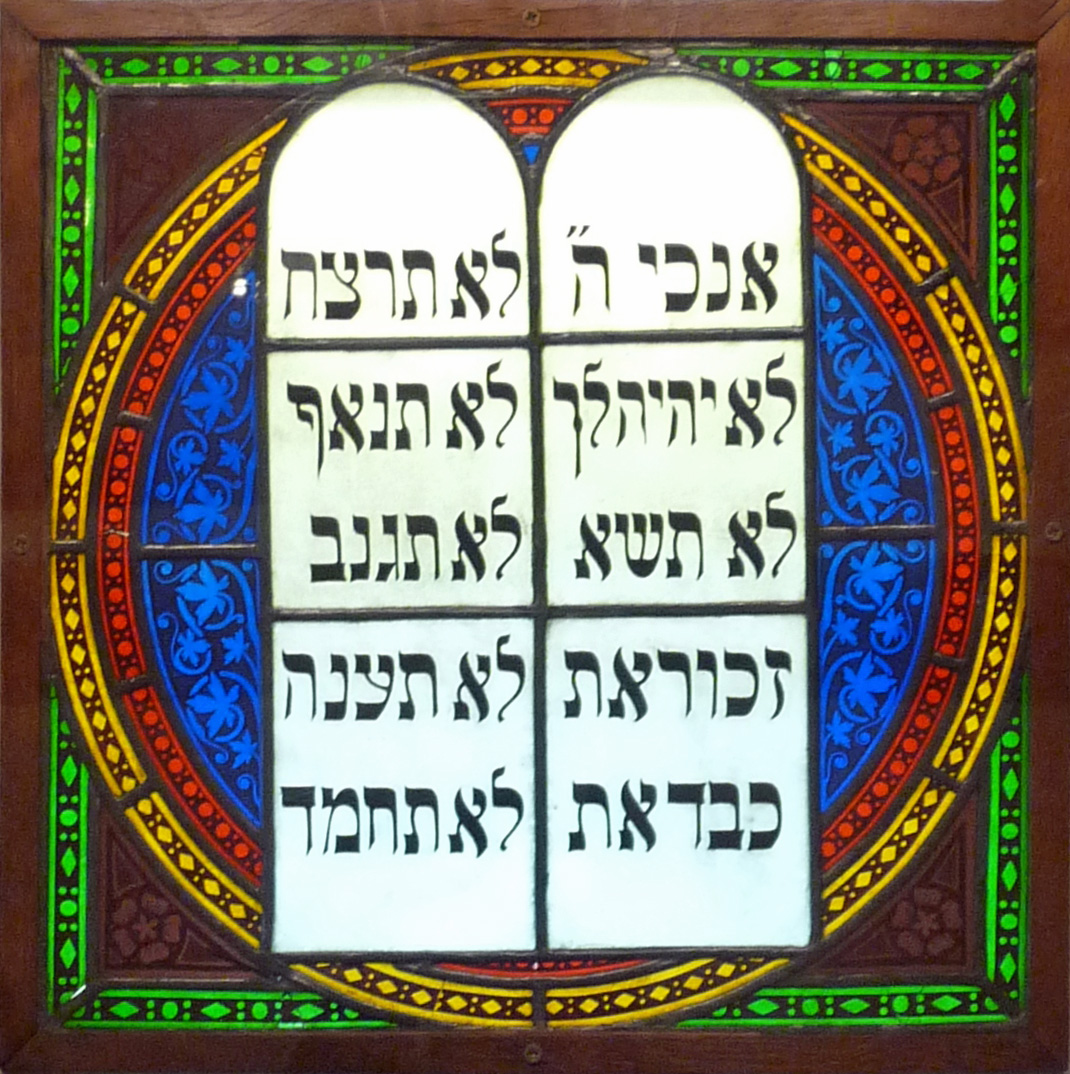
Decálogo. Las Tablas de la Ley Mosaica y el comienzo de cada uno de los Diez Mandamientos en hebreo. Vitral decimonónico de la Sinagoga y Museo Alsaciano de Estrasburgo, Francia.

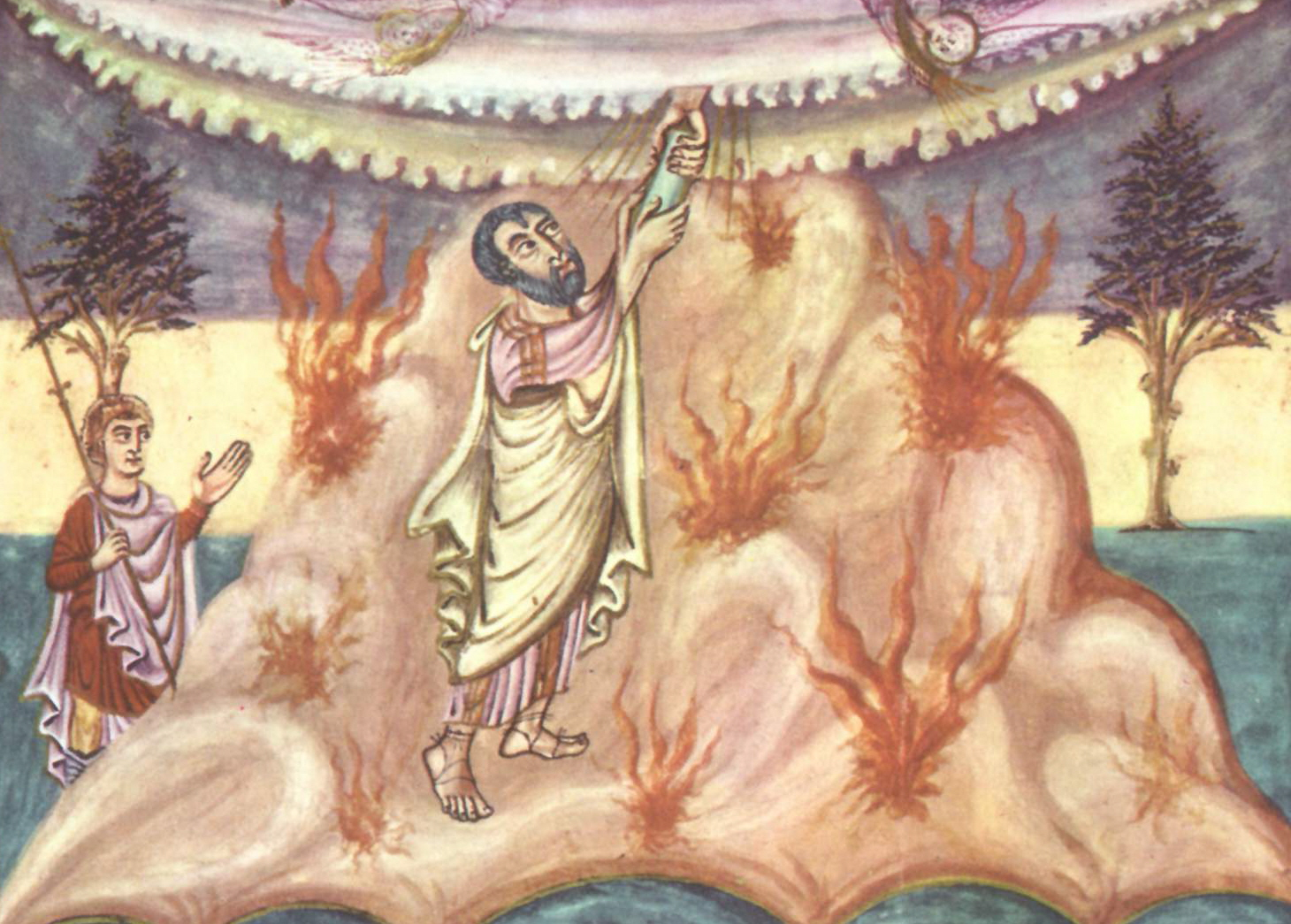
Arte cristiano medieval. La mano de Dios le entrega el Decálogo a Moisés. Detalle de un manuscrito carolingio, c. 840. Biblioteca Británica, Londres.

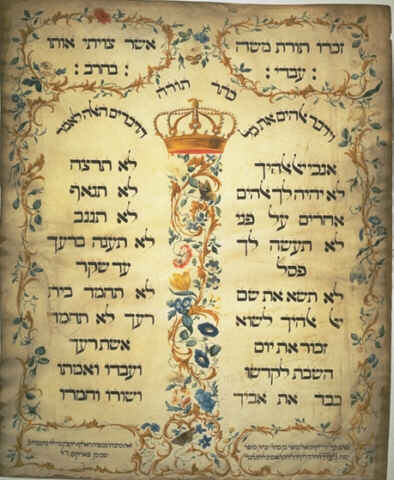
Arte sefardí. Decálogo de Jekuthiel Sofer, 1768, que imita la distribución en dos tablas. Bibliotheca Rosenthaliana, Ámsterdam.

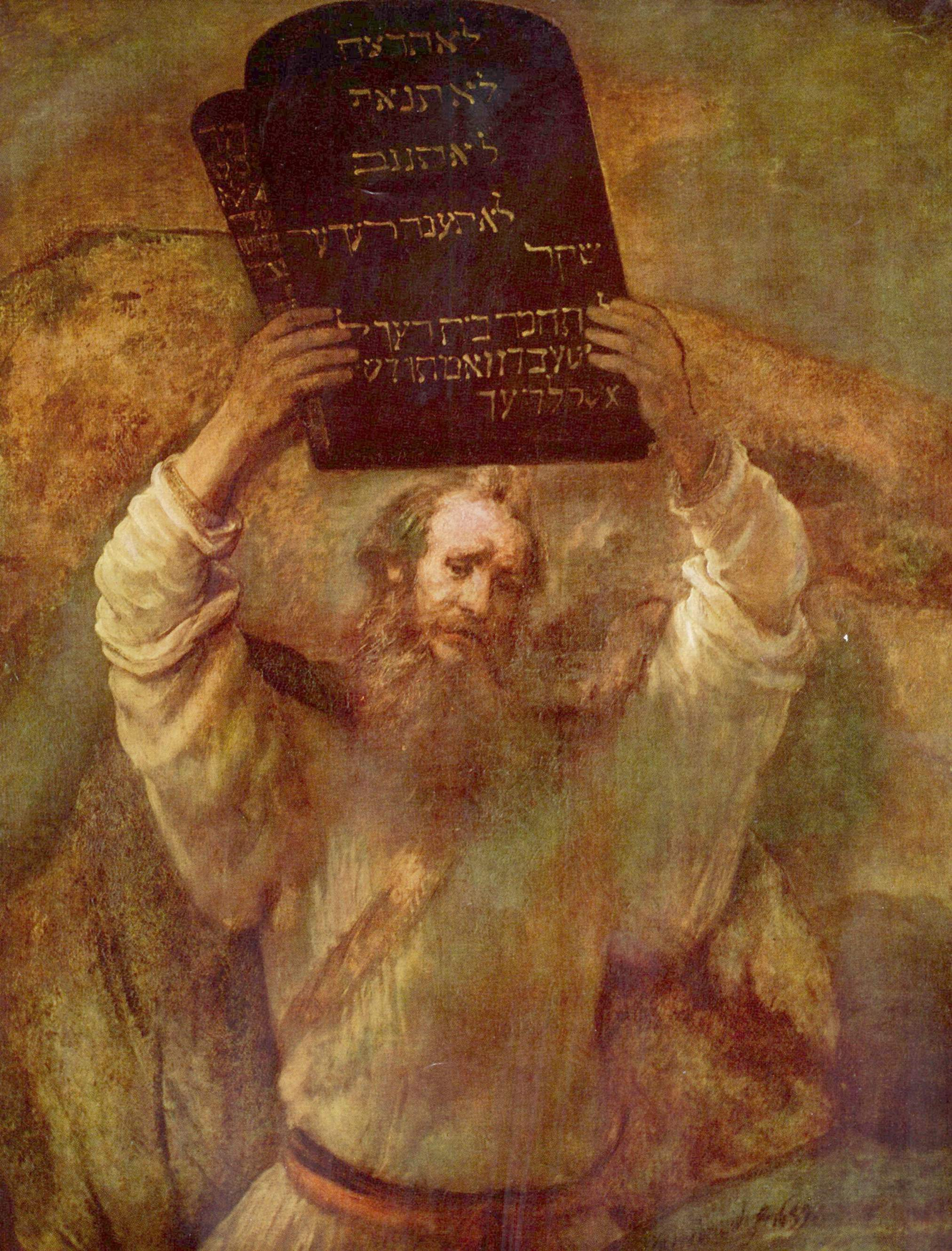
Rembrandt, Moisés con las Tablas de la Ley, 1659.

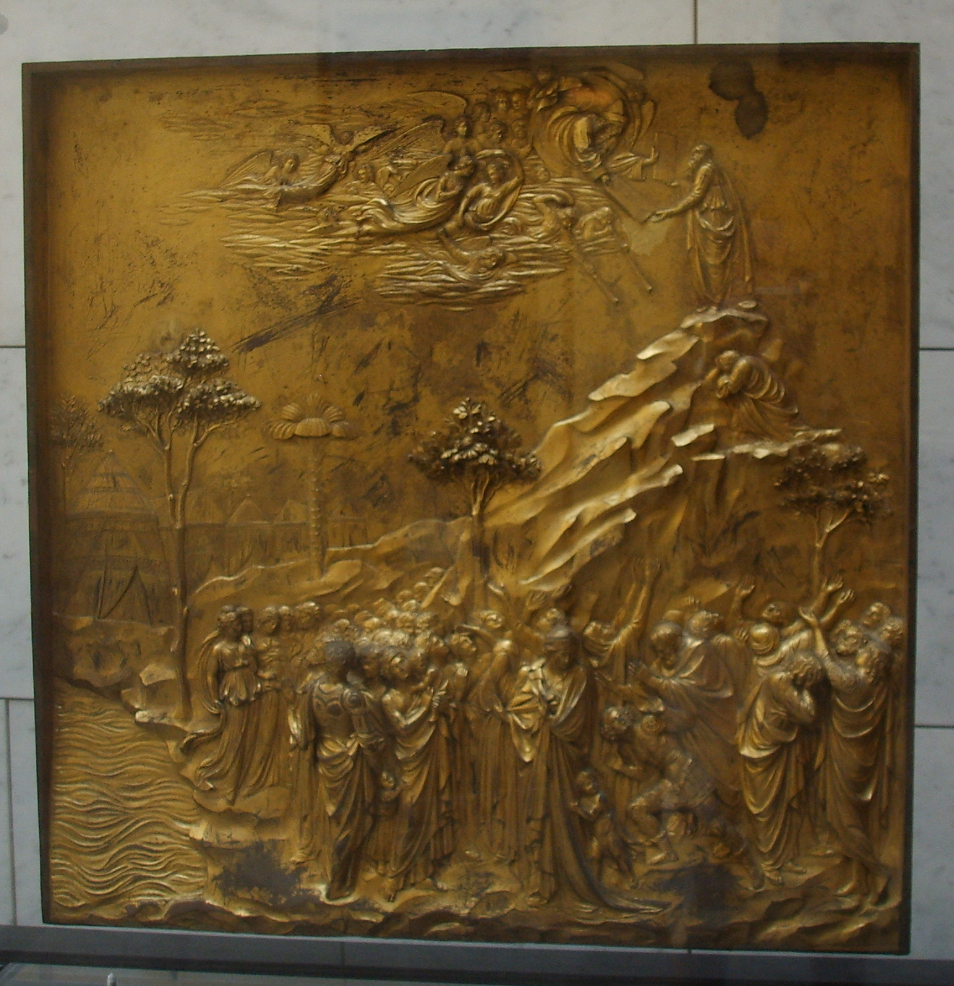
Lorenzo Ghiberti, Moisés recibe de Dios las Tablas de la Ley con los Diez Mandamientos, relieve, 1425-1452. Puertas del Paraíso, Baptisterio de Florencia.

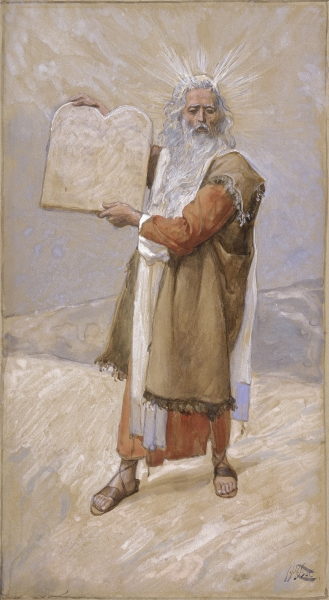
Tissot, Moisés con los Diez Mandamientos, gouache, c. 1896-1902. Jewish Museum, Nueva York.

Los Diez Mandamientos, también conocidos como el Decálogo (en latín: decalogus, del griego antiguo: δέκα λόγοι, romanizado: dekálogos (déka lógoi), de las palabras griegas δέκα (diez) y  λόγοι [logoí] (palabras/principios), en hebreo: עֲשֶׂרֶת הַדְּבָרִים‎, romanizado: ʿĂsereṯ haDəḇārīm, lit. 'Las diez palabras' o 'Los diez enunciados', cf. hebreo mishnaico עֲשֶׂרֶת הַדִּבְּרוֹת, ʿĂseret haDībbərōt, lit. Las diez palabras), son un conjunto de principios éticos y de adoración, que juegan un papel importante en el judaísmo, el cristianismo y el islam. Incluyen instrucciones de como adorar solo a un Dios y guardar el día de reposo, así como también prohibiciones en contra de la idolatría, asesinato, robo, deshonestidad y adulterio. Diferentes grupos religiosos siguen distintas tradiciones en cuanto a la manera de interpretarlos y enumerarlos.
Los Diez Mandamientos aparecen dos veces en la Biblia hebrea: en los libros de Éxodo y Deuteronomio. De acuerdo a la historia narrada en el libro de Éxodo, Dios escribió estos mandatos en dos tablas de piedra, las que dio a Moisés en el Monte Sinaí; según el relato, cuando bajaba del monte, vio al pueblo que estaba adorando un becerro de oro y enfurecido las rompió. Posteriormente, pidió a Dios que perdonase al pueblo y sellase con él un «convenio» (pacto o alianza); entonces, el Señor ordenó a Moisés que tomara dos lajas de piedra y en ellas quedaron escritos los Diez Mandamientos del pacto, reconviniéndole que «no deben tolerar la desobediencia».

## Terminología
En  hebreo antiguo, los diez Mandamientos son llamados עשרת הדברים (transliterado Asereth ha-D'bharîm) y en hebreo rabínico, עשרת הדברות (transilterado como Asereth ha-Dibroth), ambos traducibles como «las diez palabras», «los diez dichos» o «los diez asuntos».
La expresión «Decálogo» deriva del griego δεκάλογος, dekalogos, que significa y se refiere a la traducción griega (en acusativo) δέκα λόγους, deka logous, «diez palabras», como aparece en la Septuaginta (abreviada como LXX) en Éxodo 34:28 y Deuteronomio 10:4.
Las tablas de piedra, al contrario de los mandamientos inscritos en ellas, son llamadas en hebreo  לוחות הברית: Luchot HaBrit, que significa «las tablas del Pacto».

## Los pasajes de Éxodo y Deuteronomio
Las Mitzvot (mandamientos divinos) contenidos en la Torá (Pentateuco) son muy numerosos, 613 de acuerdo con el cómputo judío, pero se le ha dado una significación especial a los que constituyen el tratado que Dios selló con el pueblo elegido en el curso del éxodo, escribiéndolos en tablas de piedra que entregó a Moisés en el monte Sinaí. El contenido de esos mandatos divinos se encuentra en varios pasajes del Pentateuco.
Las dos fuentes principales son Éxodo, 20: 2-17 y Deuteronomio, 5: 6-21. En el Libro del Éxodo (34:10-28) aparece otro texto muy antiguo, considerado por los antiguos rabinos israelitas como uno de los que mejor expresaban las ordenanzas del Dios Yahveh al celebrarse la Alianza.
El libro del Éxodo contiene la siguiente narración:

1 Y habló Dios todas estas palabras, diciendo:

2 Yo, Yahveh, soy tu Dios, que te saqué de la tierra de Egipto, de casa de servidumbre.
3 No tendrás dioses ajenos delante de mí.
4 No te harás imagen ni ninguna semejanza de lo que hay arriba en el cielo, ni abajo en la tierra, ni en las aguas debajo de la tierra.
5 No te inclinarás ante ninguna imagen, ni las honrarás; porque yo soy Yahveh tu Dios, fuerte, celoso, que castigo la maldad de los padres sobre los hijos hasta la tercera y cuarta generación de los que me aborrecen,
6 y hago misericordia a millares, a los que me aman y guardan mis mandamientos.
7 No tomarás el nombre de Yahveh tu Dios en vano; porque no dará por inocente Yahveh al que tomare su nombre en vano.
8 Acuérdate del día del sábado para santificarlo
9  Seis días trabajarás, y harás toda tu obra,
10 mas el séptimo día es reposo para Yahveh tu Dios; no hagas en él obra alguna, tú, ni tu hijo, ni tu hija, ni tu siervo, ni tu criada, ni tu bestia, ni tu extranjero que está dentro de tus puertas.
11 Porque en seis días hizo Yahveh los cielos y la tierra, el mar, y todas las cosas que en ellos hay, y reposó en el séptimo día; por tanto, Yahveh bendijo el día de reposo y lo santificó.
12 Honra a tu padre y a tu madre, para que tus días se alarguen en la tierra que Yahveh tu Dios te da.
13 No matarás.
14 No cometerás adulterio.
15 No hurtarás.
16 No dirás falso testimonio contra tu prójimo.
17 No codiciarás la casa de tu prójimo, no codiciarás la mujer de tu prójimo, ni su siervo, ni su criada, ni su buey, ni su asno, ni cosa alguna de tu prójimo.
«Éxodo 20:1-17».

El libro del Deuteronomio, cuyo nombre griego alude a que repite en buena medida el contenido de los anteriores, ofrece una enumeración muy semejante a la de Éxodo 20:

6 Yo soy Yahvéh tu Dios, que te saqué de tierra de Egipto, de casa de servidumbre y te di de comer toda tu vida.

7 No tendrás dioses ajenos delante de mí.
8 No harás para ti escultura, ni imagen alguna de cosa que está arriba en los cielos, ni abajo en la tierra, ni en las aguas debajo de la tierra.
9 No te inclinarás a ellas ni las servirás; porque yo soy Yahveh tu Dios, fuerte, celoso, que visito la maldad de los padres sobre los hijos hasta la tercera y cuarta generación de los que me aborrecen,
10 y que hago misericordia a millares, a los que me aman y guardan mis mandamientos.
11 No tomarás el nombre de Yahveh tu Dios en vano; porque Yahveh no dará por inocente al que tome su nombre en vano.
12 Guardarás el día de reposo para santificarlo, como Yahveh tu Dios te ha mandado.
13 Seis días trabajarás, y harás toda tu obra;
14 mas el séptimo día es reposo a Yahveh tu Dios; ninguna obra harás tú, ni tu hijo, ni tu hija, ni tu siervo, ni tu sierva, ni tu buey, ni tu asno, ni ningún animal tuyo, ni el extranjero que está dentro de tus puertas, para que descanse tu siervo y tu sierva como tú.
15 Acuérdate que fuiste siervo en tierra de Egipto, y que Yahvé tu Dios te sacó de allá con mano fuerte y brazo extendido; por lo cual Yahvé tu Dios te ha mandado que guardes el día de reposo.
16 Honra a tu padre y a tu madre, como Yahvé tu Dios te ha mandado, para que sean prolongados tus días, y para que te vaya bien sobre la tierra que Yahvé tu Dios te da.
17 No matarás.
18 No cometerás adulterio.
19 No hurtarás.
20 No dirás falso testimonio contra tu prójimo.
21 No codiciarás la mujer de tu prójimo, ni desearás la casa de tu prójimo, ni su tierra, ni su siervo, ni su sierva, ni su buey, ni su asno, ni cosa alguna de tu prójimo.
«Deuteronomio 5:6-21».

## Numeración de los Mandamientos según diversas tradiciones
Diferentes tradiciones dividen los diecisiete versos y sus paralelos encontrados en diez "mandamientos" de diferentes maneras, como se muestran en la tabla a continuación. Algunos eruditos sugieren que el número diez es elegido para ayudar a la memorización más que un asunto teológico.
Tradiciones:
- S: Septuaginta, generalmente seguida por cristianos ortodoxos.
- F: Filón de Alejandría, al igual que en la Septuaginta, pero con las prohibiciones de matar y adulterar invertidas.
- T: Talmud, hace del prólogo el primer mandamiento y combina la prohibición de adorar otros dioses fuera de Yahweh con la prohibición de la idolatría.
- A: San Agustín sigue el Talmud combinando los versos 3–6, pero omite el prólogo como un mandamiento y divide la prohibición de codiciar en dos y sigue el orden de las palabras.[6][7]
- C: Catecismo de la Iglesia católica, sigue en su mayoría la división de San Agustín.
- L: Luteranos siguen el Catecismo de Lutero, el cual sigue la nomenclatura Agustiniana pero omite la prohibición de adorar ídolos.[8] y usa el orden de palabras de Éxodo 20:17 en vez del de Deuteronomio 5:21 para los mandamientos noveno y décimo.
- R: Los cristianos reformados o calvinismo siguen Institución de la religión cristiana de Juan Calvino, basada en el orden propuesto por Filón de Alejandría.

| S  | F  | T  | A  | C  | L  | R   | Artículo Principal                                                              | Casiodoro de Reina Éxodo | Casiodoro de Reina Deuteronomio |
| -- | -- | -- | -- | -- | -- | --- | ------------------------------------------------------------------------------- | ------------------------ | ------------------------------- |
| —  | —  | 1  | —  | 1  | —  | (1) | Yo soy Yahveh tu Dios                                                           | 2                        | 6                               |
| 1  | 1  | 2  | 1  | 1  | 1  | 1   | No tendrás dioses ajenos delante de mí                                          | 3                        | 7                               |
| 2  | 2  | 2  | 1  | 1  | —  | 2   | No te harás imagen                                                              | 4–6                      | 8–10                            |
| 3  | 3  | 3  | 2  | 2  | 2  | 3   | No tomarás el nombre de Yahveh tu Dios en vano                                  | 7                        | 11                              |
| 4  | 4  | 4  | 3  | 3  | 3  | 4   | Acuérdate del día de reposo para santificarlo                                   | 8–11                     | 12–15                           |
| 5  | 5  | 5  | 4  | 4  | 4  | 5   | Honra a tu padre y a tu madre                                                   | 12                       | 16                              |
| 6  | 7  | 6  | 5  | 5  | 5  | 6   | No matarás                                                                      | 13                       | 17                              |
| 7  | 6  | 7  | 6  | 6  | 6  | 7   | No cometerás adulterio                                                          | 14                       | 18                              |
| 8  | 8  | 8  | 7  | 7  | 7  | 8   | No hurtarás                                                                     | 15                       | 19                              |
| 9  | 9  | 9  | 8  | 8  | 8  | 9   | No hablarás contra tu prójimo falso testimonio                                  | 16                       | 20                              |
| 10 | 10 | 10 | 10 | 10 | 9  | 10  | No codiciarás (la casa de tu prójimo)                                           | 17a                      | 21b                             |
| 10 | 10 | 10 | 9  | 9  | 10 | 10  | No codiciarás (la mujer de tu prójimo)                                          | 17b                      | 21a                             |
| 10 | 10 | 10 | 10 | 10 | 10 | 10  | No codiciarás (los siervos, los animales, ni cualquier otra cosa de tu prójimo) | 17c                      | 21c                             |

.

### Distribución de los Diez Mandamientos en las tablas
- Filón de Alejandría aseguraba que cinco en cada una, opinión que ha sido secundada por algunos a lo largo de la historia entendiendo que en la primera tabla estaban los preceptos de la piedad y en la segunda los de la prohibición.
- San Agustín creía que tres en la primera y siete en la segunda y así se siguió esta creencia por la generalidad de los católicos después de san Agustín. En efecto, se suele hacer una correspondencia entre los dos mandamientos de Jesús y los Diez Mandamientos: «Amarás al Señor tu Dios...» corresponde a los tres primeros (deberes para con Dios) y «Amarás a tu prójimo como a ti mismo» corresponde a los siete restantes (deberes para con los hombres).
- Según algunos teólogos los 10 mandamientos están distribuidos de la siguiente manera: Los 4 primeros en la primera tabla y los otros 6 en la segunda. Esto obedece a lo siguiente: los 4 primeros Mandamientos están relacionados con el amor hacia Dios y los otros 6 con el amor hacia el prójimo.

## Interpretaciones religiosas
Los Diez Mandamientos se refieren a cuestiones de importancia fundamental en el judaísmo y el cristianismo: la mayor obligación (adorar sólo a Dios), el mayor daño a una persona (asesinato), el mayor daño a los lazos familiares (adulterio), el mayor daño al comercio y a la ley (falso testimonio), la mayor obligación intergeneracional (honor a los padres), la mayor obligación para con la comunidad (veracidad), el mayor daño a los bienes muebles (robo).
Los Diez Mandamientos están escritos con margen para diversas interpretaciones, lo que refleja su papel como resumen de principios fundamentales. No son tan explícitas ni tan detalladas como las reglas o como muchas otras leyes y mandamientos bíblicos, porque proporcionan principios rectores que se aplican universalmente, a través de circunstancias cambiantes. No especifican castigos por su violación. Su significado preciso debe determinarse en cada situación concreta.
La Biblia indica el estatus especial de los Diez Mandamientos entre todas las demás leyes de la Torá de varias maneras:
- Tienen un estilo singularmente conciso.[37]
- De todas las leyes y mandamientos bíblicos, sólo los Diez Mandamientos[37] se dice que fueron "escritos con el dedo de Dios" (Éxodo 31:18).
- Las tablas de piedra se colocaron en el Arca de la Alianza (Éxodo 25:21, Deuteronomio 10:2,5).[37]}

### Judaísmo

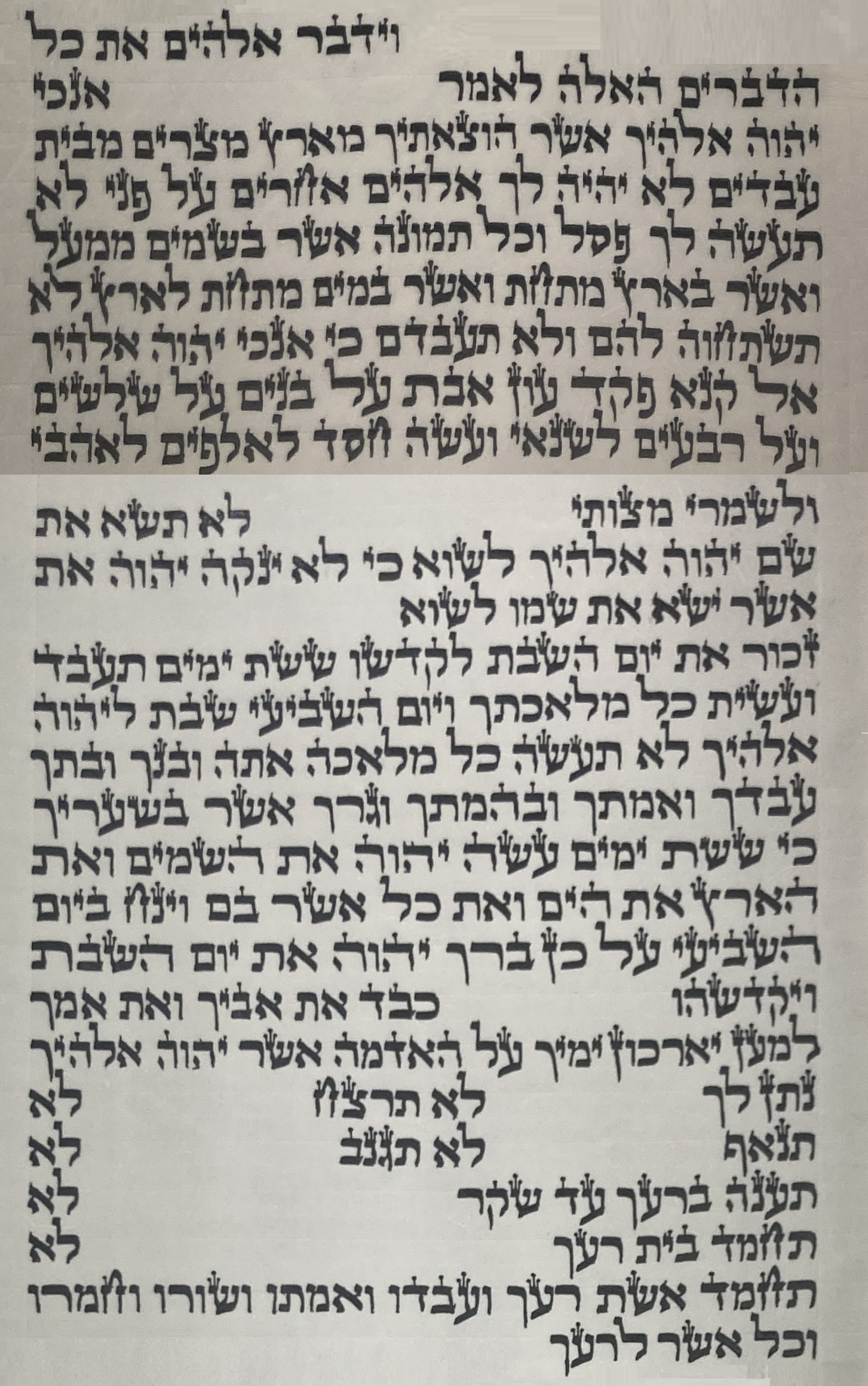
Los Diez Mandamientos tal y como aparecen en un rollo de la Torá

Los Diez Mandamientos forman la base de la Ley judía, declarando la norma universal y atemporal de Dios sobre el bien y el mal -a diferencia del resto de los 613 mandamientos de la Torá, que incluyen, por ejemplo, diversos deberes y ceremonias como las leyes dietéticas kashrut, y los rituales que deben realizar los sacerdotes en el Templo Sagrado. La tradición judía considera los Diez Mandamientos la base teológica para el resto de los mandamientos. Filón, en su obra de cuatro libros Las leyes especiales, trató los Diez Mandamientos como epígrafes bajo los que discutía otros mandamientos relacionados. Del mismo modo, en El Decálogo afirmó que "bajo [el "mandamiento... contra los adúlteros"] se transmiten implícitamente muchos otros mandamientos, como el que va contra los seductores, el que va contra los practicantes de crímenes contra natura, el que va contra todos los que viven en libertinaje, el que va contra todos los hombres que se entregan a conexiones ilícitas e incontinentes. " Otros, como el rabino Saadia Gaon, también han hecho agrupaciones de los mandamientos según sus vínculos con los Diez Mandamientos.

## El Decálogo en la Iglesia católica
Los Diez Mandamientos de acuerdo con el Catecismo de la Iglesia Católica, analizados individualmente, son:
1. «Yo, el Señor, soy tu Dios, que te ha sacado del país de Egipto, de la casa de servidumbre. No habrá para ti otros dioses delante de mí. No te harás escultura ni imagen alguna ni de lo que hay arriba en los cielos, ni de lo que hay abajo en la tierra, ni de lo que hay en las aguas debajo de la tierra. No te postrarás ante ellas ni les darás culto» (Ex 20, 2-5).[44]
2. «No tomarás en falso el nombre del Señor tu Dios» (Ex 20, 7; Dt 5, 11).[45]
3. «Recuerda el día del sábado para santificarlo. Seis días trabajarás y harás todos tus trabajos, pero el día séptimo es día de descanso para el Señor, tu Dios. No harás ningún trabajo» (Ex 20, 8-10; cf Dt 5, 12-15).[46]
4. «Honra a tu padre y a tu madre, para que se prolonguen tus días sobre la tierra que el Señor, tu Dios, te va a dar» (Ex 20, 12).[47]
5. «No matarás» (Ex 20, 13).[48]
6. «No cometerás adulterio» (Ex 20, 14; Dt 5, 17).[49]
7. «No robarás» (Ex 20, 15; Dt 5,19).[50]
8. «No darás testimonio falso contra tu prójimo» (Ex 20, 16).[51]
9. «No codiciarás la casa de tu prójimo, ni codiciarás la mujer de tu prójimo, ni su siervo, ni su sierva» (Ex 20, 17).[52]
10. «No codiciarás [...] nada que [...] sea de tu prójimo» (Ex 20, 17). «No desearás su casa, su campo, su siervo o su sierva, su buey o su asno: nada que sea de tu prójimo» (Dt 5, 21).[53]

Para enseñar los Diez Mandamientos de una manera más sencilla es usada la fórmula catequética del Compendio del Catecismo de la Iglesia católica, y son:
1. Amarás a Dios sobre todas las cosas.
2. No tomarás el nombre de Dios en vano.
3. Santificarás las fiestas.
4. Honrarás a tu padre y a tu madre.
5. No matarás.
6. No cometerás actos impuros.
7. No robarás.
8. No darás falso testimonio ni mentirás.
9. No consentirás pensamientos ni deseos impuros.
10. No codiciarás los bienes ajenos.

El catecismo católico, citando el Evangelio de Mateo (Mt 22;37-40) añade: «Estos Diez Mandamientos se encierran en dos; amarás a Dios sobre todas las cosas y al prójimo como a ti mismo».

La división y numeración de los mandamientos ha variado en el curso de la historia. El presente catecismo sigue la división de los mandamientos establecida por san Agustín y que ha llegado a ser tradicional en la Iglesia católica. Es también la de las confesiones luteranas. Los Padres griegos hicieron una división algo distinta que se usa en las Iglesias ortodoxas y las comunidades reformadas.
Catecismo de la Iglesia católica, n. 2066

### El Decálogo y la ley natural
Para la tradición católica, los Diez Mandamientos, aunque fueron revelados, son accesibles a la razón humana de modo natural. Además, ofrecen a todos los hombres un compendio de la ley natural:

Los Diez mandamientos pertenecen a la revelación de Dios. Nos enseñan al mismo tiempo la verdadera humanidad del hombre. Ponen de relieve los deberes esenciales y, por tanto indirectamente, los derechos fundamentales, inherentes a la naturaleza de la persona humana. El Decálogo contiene una expresión privilegiada de la ‘ley natural’

Aunque accesibles a la sola razón, los preceptos del Decálogo han sido revelados. Para alcanzar un conocimiento completo y cierto de las exigencias de la ley natural, la humanidad pecadora necesitaba esta revelación:

«En el estado de pecado, una explicación plena de los mandamientos del Decálogo resultó necesaria a causa del oscurecimiento de la luz de la razón y de la desviación de la voluntad» (san Buenaventura, sent. 4, 37, 1, 3)...........

Conocemos los mandamientos de la ley de Dios por la revelación divina que nos es propuesta en la Iglesia, y por la voz de la conciencia moral.
Catecismo de la Iglesia católica, n. 2071

## Los Diez Mandamientos en el judaísmo ortodoxo
Para el judaísmo ortodoxo, Dios pronunció primero los Diez Mandamientos simultáneamente y después repitió cada Mandamiento por separado en la Torá. Según esta visión, cada uno de los Diez Mandamientos habría sido dirigido a todos los judíos en singular porque cada judío debería sentir la obligación personal de observarlos ya que les fueron dirigidos directamente a él. Sin embargo, la mayoría de los miembros del judaísmo conservador rechaza la idea de que Dios dictó el contenido literal de los mandamientos a Moisés en un acto de revelación verbal y cree, en cambio, que la Torá fue redactada a partir de distintas fuentes previas.[cita requerida]
Los Diez Mandamientos están divididos del siguiente modo:
Dios dijo estas palabras:
1. «Yo soy el Eterno, tu Dios, quien te sacó de la tierra de Egipto, de la casa de la esclavitud».
2. «No tendrás ni reconocerás a otros dioses en mi presencia fuera de mí. No te harás una imagen tallada ni ninguna semejanza de aquello que está arriba en los cielos, ni en la tierra, ni en el agua, ni debajo de la tierra. No te postrarás ante los ídolos, ni los adorarás, pues yo soy el Eterno, tu Dios, el único Dios, quien tiene presente el pecado de los padres sobre los hijos hasta la tercera y cuarta generación con mis enemigos; pero quien muestra benevolencia con miles de generaciones a aquellos que me aman y observan mis preceptos».
3. «No tomarás el nombre de El Eterno, tu Dios en vano, porque El Eterno no tendrá por inocente al que tome su nombre en vano».
4. «Recuerda el día sábado para santificarlo. Seis días trabajarás y harás toda tu labor; mas el séptimo día es shabat para el Eterno, tu Dios; no harás ninguna labor, ni tú, ni tu hijo, ni tu hija, ni tu siervo, ni tu sirvienta, ni tus bestias de carga, ni el extranjero que habita dentro de tus murallas, pues en seis días el Eterno hizo los cielos y la tierra, el mar y todo lo que hay en ellos, y el séptimo día descansó. Por eso, el Eterno bendijo el día de shabat y lo santificó».
5. «Honra a tu padre y tu madre, para que se prolonguen tus días sobre la tierra que el Eterno, tu Dios, te da».
6. «No matarás».
7. «No cometerás adulterio».
8. «No robarás».
9. «No brindes contra tu prójimo falso testimonio».
10. «No codiciarás los bienes ajenos. No codiciarás la casa de tu prójimo; no codiciarás la mujer de tu prójimo, ni su siervo, ni su sierva, ni su buey, ni su asno, ni nada que sea de tu prójimo».